# ماريزا كوهيا
ماريزا كوهيا (1 ديسمبر 1945 - 27 ديسمبر 2016) عالمة أنثروبولوجيا برازيلية، وعالمة اجتماع. كانت أستاذة في قسم الأنثروبولوجيا بجامعة محافظة كامبيناس.
تدربت في الصحافة في الجامعة الفيدرالية في ريو غراندي دو سول 1969، وبدأت في دراسة العلوم الاجتماعية في جامعة ولاية كامبيناس حيث تخرجت في عام 1975. وحصلت في عام 1982 على درجة الدكتوراه في العلوم السياسية من جامعة ساو باولو مع أطروحة عن رايموندو نينا رودريغز.
بين عامي 1996 و1998 كانت رئيسة الجمعية البرازيلية للأنثروبولوجيا.